# Athene
|  | Denne artikel omhandler gudinden Athene. Athene er også et pigenavn, se Athene (pigenavn), et tidsskrift, se Athene (tidsskrift) og desuden et dansk bogforlag. |
Athene (Ἀθήνη Athene) også kaldet Athena (Ἀθηνᾶ Athena) er visdommens gudinde i græsk mytologi. Hendes modstykke i den romerske mytologi er Minerva. Romernes navn er formentlig arvet fra etruskerne Men(e)va.

## Fødsel
Athene er datter af Zeus og Metis. Hendes fødsel var anderledes end andre fødsler, da hun kom ud ad Zeus' hoved (eller lår, afhængig af mytologisk tradition). Efter at have slugt Metis måtte Zeus have hjælp fra Hephaistos, som halverede Zeus' hoved, så en fuld udvokset Athene i krigsrustning kunne komme ud. Hun er endvidere søster til Ares. Hun bliver sommetider kaldt Tritogeneia, da hun efter sigende skulle være født i nærheden af en kilde eller et vandløb ved navn Tritogenis, hvilket var et meget normalt navn for en kilde eller et vandløb, så derfor var der flere stater og lande, som gjorde krav på at huse Athenes fødselssted. Hun er Zeus' yndlingsdatter, hvilket er en af grundene til, at hun har så meget magt.

## Panathenaea
Athenes fødselsdagsfest. Den afholdtes hver fjerde år i august måned - formentlig som en atheniensisk udgave af de Olympiske Lege. Parader, konkurrencer i sport, musik og teater samt en stribe offerceremonier. Alle byens officielle repræsentanter deltog naturligvis, og det hele fandt sted i det Odeum, som Perikles netop havde bygget til formålet. Der har sikkert været en del tyre, væddere og køer, som har måttet lade livet, da disse var Athenes normale offerdyr. Hun er desuden skytsgudinde for byen Athen.

## Poseidon
Athene og onkel Poseidon begyndte at strides om, hvem der skulle have rettighederne til at være skytsgud(inde) for byen Athen. Da mange af indbyggerne var fiskere og altså afhængige af hans hav, så mente Poseidon, at de skyldte ham taknemmelighed, og han skabte tilmed en ekstra kilde lige ved siden af Akropolis for at understrege sin pointe. Athene plantede et oliventræ. Kong Kekrops indså det gavnlige i at have adgang til både frugt, brændsel og olie og dømte derfor til fordel for Athene. Kekrops var den første konge over Athen og havde en lang sort slangehale.

## Pallas
Athenes bedste veninde var den dødelige Pallas, som var næsten ligeså god som gudinden selv, når det kom til krigskunst. Derfor brugte de ofte hinanden som træningspartnere. En dag kom Athene ulykkeligvis til at slå sin veninde ihjel, og derefter begyndte hun ofte at tilføje sin afdøde venindes navn til sit eget.

## Parthenon
Athene er jomfru (oldgræsk: παρθένος), og meget passende hedder hendes bolig derfor Parthenon (oldgræsk: παρθένον), hvilket betyder "Jomfruens hus". Hun er af mykensk oprindelse og kendes fra Linear B indskrifter som "herskerinde Athena". Hun tager sin jomfruelighed meget seriøst, så her kommer nogle eksempler på, hvordan hun forholder sig til sexchikane.
Der er nemlig også en hel anden Pallas i Athenes liv. Nemlig et bevinget monster, som forsøgte at voldtage den jomfruelige gudinde, hvorfor hun slagtede og flåede ham og brugte hans skind til at beklæde sin egen ægide og fastgjorde hans vinger til sine egne fødder. I denne myte er hun ikke datter af Zeus men netop af Pallas. Senere kaster hun Sicilien i hovedet på titanen Enkelaos og bruger sin Pallasbeklædte ægide som beskyttelse. Enkelaos overlevede ikke sit møde med Sicilien.

## Hefaistos
Under den Trojanske Krig opsøgte Athene Hefaistos og bad ham om at fremstille nogle nye rustninger og våben til grækerne. Hephaistos arbejdede i mange dage, og han og Athene blev efterhånden gode venner. Da den tarvelige Poseidon opdagede deres venskab, overbeviste han Hefaistos om, at Athene havde forelsket sig i ham og kun ventede på, at han skulle tage initiativ til mere. Optændt af begær forsøgte Hefaistos at voldtage Athene men mislykkedes. Sæden blev i stedet spildt ud over Gaia, og ud af dette kom en lille baby ved navn Erictonios født med slangehale. Athene adopterede ham, og som voksen mand blev han til en af Athens retfærdige herskere. Inden da havde Athene dog forsøgt at lægge babyen Erictonios i en kiste og sætte ham i pleje hos prins Pandrosos, søn af Kong Kekrops, men det forløb skidt, da Pandrosos' søstre døde af deres nysgerrighed. Nogle mener, at de blev ædt af Erictonios' slangehale, mens andre mener, at de slagen af Athenes vanvid kastede sig ud fra Akropolisklippen.

## Teiresias
Men Athene er ikke kun hævngerrig. For selvom seeren Teiresias ved et uheld kom til at overvære en splitternøgen jomfrugudinde, så nøjedes hun med at tildække hans øjne med sine hænder. Det havde den bivirkning, at Teiresias blev blind. Han var søn af nymfen Khariklo, som var en af Athenes gode veninder, men ingen kan ændre på fortiden. Som kompensation fik han en hørelse, som gjorde ham i stand til at forstå fuglekvidder og en blindestok.

## Visdom
I modsætning til Ares' vilde blodtørst er Athene strategisk og dermed også de græske heltes beskytterinde og hjælper. Særligt er hendes venskab med Odysseus og hans søn Telemakos. Det er derfor ikke spor utænkeligt, at det var hende, der gav Odysseus idéen om den græske træhest, som er gået over i historien som den trojanske hest, og som efter 10 års blodig krig lagde Troja i ruiner. Ligeledes hjælper hun også Telemakos i sin søgen efter sin far. Det er i hvert fald Athenes list, som redder dronning Penelope fra et tvangsægteskab, da hun foreslår, at dronningen skal vælge den mand, som kan spænde Odysseus' bue og skyde en pil gennem hullerne på 12 ophængte økser. Det kan naturligvis kun den ukendte tigger, og dette bliver startskuddet på et massemord på alle de anmassende friere på Ithakas palads, før Odysseus afslører sin identitet og indtager sin retmæssige plads. Hendes hellige ugle er netop et symbol på visdom, og slangen repræsenterer forandring - som kombineret med visdom kan føre til forbedringer og tilpasning, så man kan få det bedste ud af enhver situation. Hun har lært mennesket landbrug og undervist os i brugen af redskaber. Udover at hjælpe de græske helte bakker hun også Prometheus op, da han forsøger at hjælpe menneskene til et bedre liv, selvom dette indebærer at konspirere mod sin far, og de ved begge, at Zeus vil blive frygtelig gal.

## Opfindelser
Athenes visdom gør hende også opfindsom. Således kan hun tage æren for at have opfundet fløjten og er i det hele taget den kvindelige ækvivalent til Hephaistos som håndværkernes gudinde. Hun kan også tage æren for at have opfundet trompeten men er nok allermest kendt som vævernes mester.

## Arachne
Arachne var en dødelig smuk ung kvinde, som var berømt som den dygtigste væverske. Folk besøgte hende undertiden blot for at beundre hendes arbejde. Efterhånden steg al denne berømmelse Arachne til hovedet, og hun pralede med, at hun var ikke bare den dygtigste væverske blandt mennesker men kunne overgå selveste Athene. En jaloux Athene advarede den unge pige om at begå hybris, men Arachne udfordrede Athene til duel i stedet for. Athene præsenterede et mesterværk, der viste hendes sejr over Poseidon, og Arachne præsenterede et ligeså fint mesterværk, som viste Zeus, der bortførte prinsesse Europa. Athene var rasende og rev klædet i stykker, inden hun forvandlede Arachne til en edderkop som straf for hendes hybris.

## Medusa
Athene fremstilles som ung kvinde i krigsudrustning, med spyd, hjelm og et skjold prydet af et gorgonhoved (vrængende kvindehoved med hugtænder). Gorgonen på Athenes skjold hedder Medusa.
Medusa var et skrækkeligt monster, som egentlig startede sit liv som den ene af Porkys og Cetos tre kønne døtre. Begge hendes forældre var havguder, og sammen med sine to søstre Euryale og Stheno havde hun en lykkelig barndom. Som teenager bekendtgjorde hendes barndomsven Iphikles sin kærlighed til hende, men hun afviste ham, da hun altid havde ønsket at tjene som Athenes præstinde, hvilket krævede cølibat. Medusas ønske gik i opfyldelse, og hun var en tilfreds og flittig præstinde, som desværre også var usædvanlig smuk. Og snart kom folk til templet udelukkende for at stirre på Medusa, hvilket gjorde Athene noget jaloux. Poseidon så sit snit til at få hævn over sin skuffelse over ikke at vinde retten til at være Athens bygud, og derfor forsøgte han at tage Medusa. Først med charme og dernæst med vold. Medusa flygtede til det tempel, hvor hun normalt også tjente, og Iphikles forsøgte også at forsvare sin veninde med forgæves. Poseidon lod sig overhovedet ikke standse og skændede således både et tempel og en præstinde. Athene var rasende og forvandlede den smukke præstinde til et monster med levende slangehår, hugtænder og et blik, som omgående forvandlede alle, som fik øjenkontakt med Medusa, til stenfigurer. Det første offer blev den stakkels Iphikles. Til sidst levede hun et ensomt liv i et nedlagt Athenetempel kun omgivet af de stenlig, som var de helte, som havde opsøgt hende for at slå hende ihjel men mislykkedes. Til sidst lykkedes det for Perseus, der også fik hjælp fra Athene. Han brugte nemlig hendes meget blankpolerede skjold som et spejl, så han kunne sigte efter Medusa og hakke hovedet af hende uden at se på hende. Af Poseidons voldtægt og Medusas blod sprang Pegasus og Chrysaor. Athene havde for længst tilgivet Medusa, men da ingen kan ændre på fortiden, så kunne hun i det mindste befri sin tidligere præstinde fra et langt og ensomt liv som et skrækkeligt monster. Herefter indsatte hun Medusas afhuggede hoved i sit skjold for altid at mindes hende.
I Iliaden hjalp hun Achilleus til at besejre Hektor.